# Fjodor Ivanovič Samochin
Fjodor Ivanovič Samochin (rusky: Фёдор Иванович Самохин; 12. února 1918, Verknesadowski, RSFSR – 17. července 1992, Biškek, Kyrgyzstán) byl sovětský a kyrgyzským spisovatelem, člen Svazu spisovatelů SSSR (od roku 1958). Je znám jako nejstarší ruský spisovatel v Kyrgyzstánu. Jeho díla mapují život lidí Republiky, její historii a současnost. Za zásluhy v oblasti beletrie a za aktivní účast na propagandě a rozvoji kyrgyzské sovětské literatury mu byly uděleny tři diplomy prezidia Nejvyššího sovětu Kyrgyzské SSR a medaile za „Statečnou práci“.

## Paměť
- V roce 2015 zorganizoval Centralizovaný knihovní systém v Biškeku kampaň „Čtení trolejbusů“. O trolejbusu byla uspořádána výstava knih, na které byl představen příběh „Cholponbai“ od Fjodora Samochina.[2]
- V roce 2021 představila Kyrgyzská národní knihovna Alykula Osmonova výstavu kalendáře „Řekněte lidem pravdu!“.[3]

## Výběr děl
- Razvedchitsa Klavdiya Panchishkina (1952)
- Mal'chik iz Stalingrada (1954)
- Cholponbai (1958)
- Dom moyego ottsa (1963)
- Geroy iz Talasa (1966)
- Chuyskiye razlivy (1968)
- Rodina, ya vernus'! (1975)
- Izbrannoye (1978)
- Cholponbai (1982)
- Povesti i rasskazy ISBN 5-655-00113-6 (1988)